# Nora Roberts: Księżyc nad Karoliną
Nora Roberts: Księżyc nad Karoliną lub Pod księżycem Caroliny (ang. Carolina Moon) – amerykańsko-kanadyjski film kryminalny z gatunku thriller z 2007 roku w reżyserii Stephena Tolkina. Wyprodukowana przez wytwórnię Mandalay TV.
Premiera filmu miała miejsce 19 lutego 2007 roku na amerykańskim kanale Lifetime. W Polsce premiera filmu odbyła się 1 kwietnia 2007 roku.

## Opis fabuły
Tory (Claire Forlani) zmaga się z dramatycznymi wspomnieniami z dzieciństwa. Aby zmierzyć się z nimi, wraca w rodzinne strony. Nawiązuje romans z bratem nieżyjącej przyjaciółki, Cade'em (Oliver Hudson). Tymczasem policja prowadzi śledztwo w sprawie serii morderstw.

## Produkcja
Zdjęcia do filmu kręcono w Calgary w Albercie w Kanadzie.

## Obsada
Źródło: Filmweb
- Claire Forlani jako Victoria "Tory" Bodeen
- Oliver Hudson jako Cade Lavelle
- Josie Davis jako Faith Lavelle
- Jonathan Scarfe jako Dwight Collier
- Chad Willett jako Wade Mooney
- Jacqueline Bisset jako Margaret Lavelle
- Shaun Johnston jako Han Bodeen
- Kailin See jako Sherry Bellows
- Greg Lawson jako szef policji Carl Russ
- Gabrielle Casha jako młoda Tory Bodeen
- Maureen Rooney jako Sari Bodeen
- Brieanna Moench jako Lissy

i inni.